# Jiang Jufeng

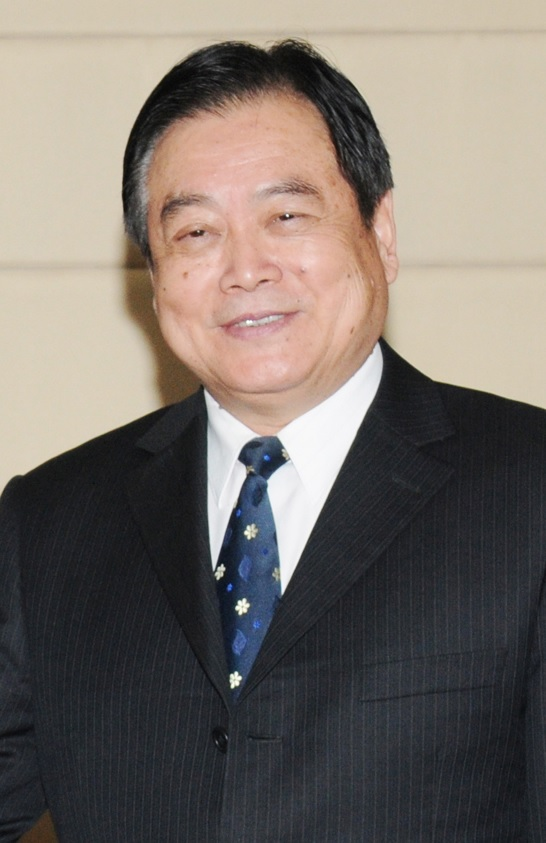
Jiang Jufeng

Jiang Jufeng (chinesisch 蒋巨峰; * 1948 in Zhuji, Provinz Zhejiang) ist ein Politiker in der Volksrepublik China. Er war von 2007 bis 2013 Gouverneur der Provinz Sichuan. Sein Amtsnachfolger ist Wei Hong.